# Municipio de San Sebastián Río Hondo
San Sebastián Río Hondo es uno de los 570 municipios que conforman al estado mexicano de Oaxaca. Pertenece a la región sierra sur.
Conocido en la era colonial como "Tetequipa" en Náhuatl y "Yegoyoxi" en  Zapoteco, ambos significan "Río de arena."
Las artesanías de lana de borrego, es una de las principales actividades económicas desarrollada principalmente por las mujeres. Definida por la gran imaginación de las artesanas al expresar a través de sus manos diferentes figuras con la misma. El aprovechamiento forestal, también es una de las principales actividades económicas. 

## Límites municipales
Tiene límites administrativos con los siguientes municipios y/o accidentes geográficos, según su ubicación:
| Noroeste: San José del Peñasco | Norte: San Francisco Tlapancingo | Nordeste: San Cristóbal Amatlán |
| Oeste: San Andrés Paxtlán      |                                  | Este: Santo Domingo Ozolotepec  |
| Suroeste: San Mateo Río Hondo  | Sur: San Mateo Río Hondo         | Sureste: Santa María Ozolotepec |